# Wear OS
Wear OS (anciennement Android Wear) est une version du système d'exploitation mobile Android de Google spécialement conçue pour faire fonctionner les technologies portables. Son lancement est annoncé le 18 mars 2014 par Sundar Pichai, en collaboration avec les constructeurs Asus, Broadcom, Fossil, HTC, Intel, LG, MediaTek, Imagination Technologies, Motorola, Qualcomm et Samsung. En parallèle, trois premiers modèles de montres intelligentes fonctionnant sur le nouveau système d'exploitation sont annoncés : la Moto 360, la Samsung Gear live et la LG G watch.
Wear OS by Google intègre la technologie de l'assistant personnel Google Assistant, adaptée à des écrans de très petite taille.
Les premières montres intégrant Android wear étaient rectangulaires ou carrées. Des montres (LG Watch R et Moto 360) sorties fin 2014 sont rondes afin de se rapprocher d'une montre classique.
Après l'annonce de l'Apple Watch, Google met à jour Android Wear pour permettre notamment de recevoir les notifications de son smartphone sur sa montre grâce au Wi-Fi, ou encore de dessiner les émoticônes directement sur l'accessoire,.
Fin août 2015, Android Wear devient compatible avec les iPhone bien que toutes les fonctionnalités ne soient pas disponibles comme pour les téléphones Android.

## Montres au lancement
- Motorola Moto 360 (en)[9]
- LG G Watch (en)[10]
- Samsung Gear Live[11]
- ASUS ZenWatch[12]
- Sony Smartwatch 3[13]
- LG G Watch R[14]

## Liste des partenaires
- ASUS
- Broadcom
- Fossil
- HTC
- Huawei
- Intel
- LG
- MediaTek
- Imagination Technologies
- Mobvoi
- Motorola
- Qualcomm
- Samsung

## Voir également
- Android
- Google Glass
- Apple Watch